# Музыкальная педагогика

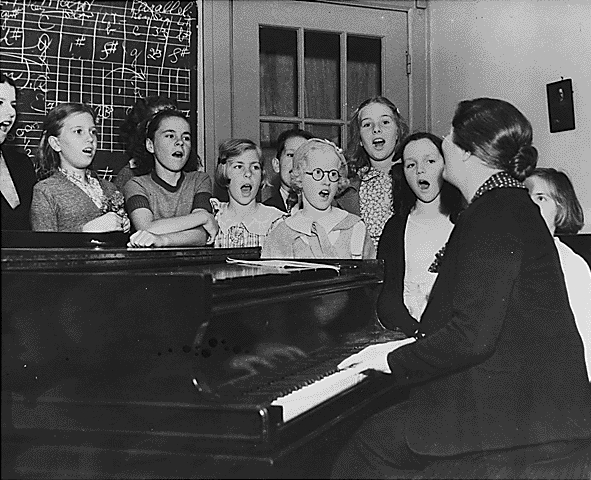
Музыкальное занятие с детским хором

Музыка́льная педаго́гика (англ. Music-learning theory) — отрасль педагогической науки (педагогическая дисциплина), занимающаяся передачей учащимся всего комплекса музыковедческих знаний, изучением и разработкой наиболее эффективных путей, способов, форм организации и методов музыкального обучения и воспитания, а также формирования и развития творческих умений, опыта и практических навыков в различных областях музыкального искусства.
Объектом музыкальной педагогики является процесс музыкального обучения и воспитания личности, а её предметом следует считать совокупность всех форм организации, методов, средств и других материальных и нематериальных атрибутов музыкального обучения и воспитания, которые складываются в целостный, единый комплекс профессиональной подготовки и формирования личности музыканта.
Музыкальную педагогику следует отличать от отдельных методик музыкального обучения и воспитания, поскольку она является именно комплексной, целостной наукой, содержание которой направлено не только на развитие отдельных музыкальных способностей человека и формирования у него знаний, умений, навыков в той отрасли, которую выберет музыкант, но и на формирование его личности в целом.

## Основные понятия музыкальной педагогики
Музыкальное обучение — это процесс передачи и усвоения музыкальных знаний, умений и навыков, предусмотренных учебным планом. Музыкальное обучение направлено на овладение такими знаниями, умениями и навыками практической музыкально-эстетической деятельности, которые бы отвечали определённому уровню музыкального образования.
Музыкальное обучение осуществляется как государственными заведениями так и негосударственными, или частными учреждениями, а также физическими лицами. В соответствии с этим, музыкальное обучение разделяется на любительское (непрофессиональное) и профессиональное.
Музыкальное воспитание — это процесс передачи и усвоения музыкальных знаний, умений и навыков, направленных на развитие и формирование музыкальных склонностей, способностей, вкуса, идеалов, вдохновляющих личность на практическую музыкально-эстетическую деятельность. Музыкальное воспитание в общепедагогическом контексте относится к системе обязательной воспитательной работы современной общеобразовательной школы. Согласно законодательным актам многих стран об образовании, музыкальное воспитание учеников реализуется в школе на уроках музыки и входит в государственный (инвариантный) компонент содержания общего среднего образования.
Формы организации музыкального обучения и воспитания — внешние характеристики музыкального учебно-воспитательного процесса, которые предопределяются видами и характером музыкально-эстетической деятельности его участников. Это практические занятия (уроки), концерты, лекции, фестивали, конкурсы, экскурсии и др.
Общие методы музыкальной учёбы и воспитания — взаимодействия между участниками музыкального учебно-воспитательного процесса, во время которых происходит передача и усвоение музыкальных знаний, умений, навыков практической музыкальной деятельности и развитие личностных музыкально-эстетических качеств.
Характерным является то, что в классической педагогической науке категории обучения и воспитания имеют свои особенности, поэтому определение методов музыкального обучения и воспитания имеет свою специфику, обусловленную комплексным творческим характером учебно-воспитательного процесса.

## Научная специфика

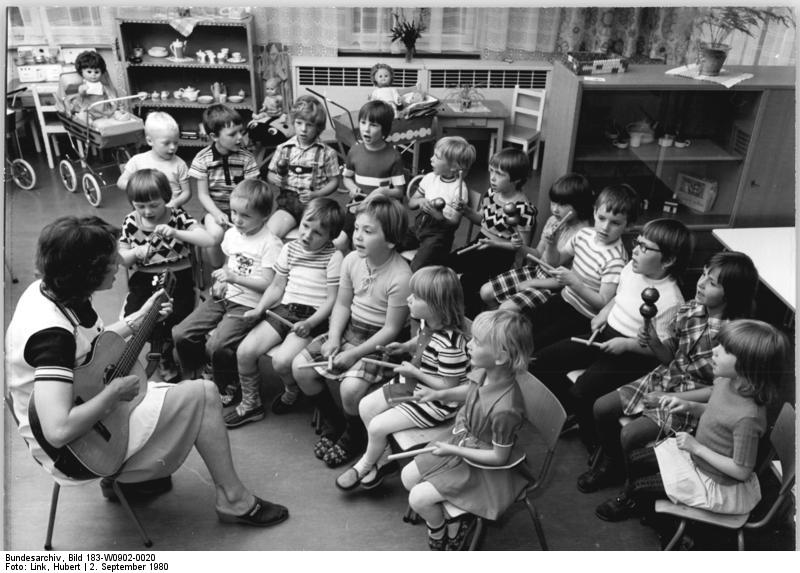

Музыкальная педагогика является отраслью педагогической науки (общей педагогики), изучающей особенности образования, обучения и воспитания средствами музыкального искусства. Процесс музыкального образования и воспитания личности имеет конкретно исторический характер и происходит в соответствии с основными законами развития общей педагогики.
Источниками изучения музыкальной педагогики являются:
1. Музыкально-педагогический опыт прошлого. Это институты создания, накопления и сохранения образцов музыкальных явлений в истории развития художественной культуры. Сюда следует отнести творческое наследие деятелей музыкальной культуры, которое включает в себя наилучшие образцы музыкальных произведений, исполнительского мастерства, результаты общественной, просветительской и музыкально-педагогической деятельности.
2. Современные музыкально-педагогические явления и исследования. Это, прежде всего, опыт практической деятельности музыкальных учебных заведений по воспитанию и подготовке профессиональных музыкантов, отдельных творческих школ и частных методик музыкальной учёбы и воспитания.
3. Передовой научный музыкально-педагогический опыт. Здесь имеется в виду изучение и обобщение результатов научно-экспериментальной работы исследователей в поисках самых эффективных технологий и оптимизации музыкального обучения и воспитания. Это результаты исследований научно-исследовательских институтов, лабораторий, учёных, работающих над усовершенствованием и улучшением решения проблем музыкального обучения и воспитания.

## Основные теоретические категории музыкальной педагогики
Музыкальная педагогика, как отрасль педагогической науки, имеет свои основные теоретические понятия — категории. Эти категории определяют её теоретическую основу с учётом специфики музыкальной отрасли:
Музыкальное образование — это процесс и результат усвоения музыкальных знаний, умений и навыков, что свидетельствует о соответствующем уровне овладения музыкальными явлениями в аналитически-теоретическом или практически исполнительском аспектах. Музыкальное образование функционирует в диалектическом взаимодействии институций создания и накопления музыкального опыта общества с процессами передачи и усвоения этого опыта будущими музыкальными специалистами. Музыкальное образование регулируется соответствующими законодательными актами государства, которые определяют её содержание и основные принципы.
Закономерности музыкального образования — объективные причины, которые характеризуют существенную связь между общественными и музыкальными явлениями или процессами, без которых невозможно эффективное осуществление музыкального обучения и воспитания. К ним относятся:
- соответствие содержания музыкального обучения и воспитания уровню развития музыкальной культуры современного общества;
- зависимость процесса музыкального обучения и воспитания от экономических условий обеспечения развития национальной музыкальной отрасли;
- ориентированность содержания музыкального обучения и воспитания на национальную музыкальную традицию.

## Принципы музыкального образования
Под принципами музыкального образования понимают основные теоретические идеи или требования, на которых базируется музыкальный учебно-воспитательный процесс. К ним относятся:
- доступность музыкального обучения и воспитания для каждого человека, независимо от его пола, национальности и вероисповедания;
- равенство условий каждого человека для полной реализации его музыкальных способностей и всестороннего развития;
- гуманизм, приоритетность общечеловеческих духовных ценностей;
- связь с национальной и мировой художественной культурой;
- взаимосвязь с опытом музыкального образования других стран;
- свобода в выборе форм организации, методов и средств музыкального обучения и воспитания;
- научность музыкального образования, его организация на основе передовых научно-методических достижений музыкально-теоретической мысли и практически-исполнительской деятельности;
- ступенчатость и непрерывность — обеспечение условий для элементарно-начального, среднего и высшего музыкального образования;
- креативность — создание всех необходимых условий для активного и максимально инициативного музыкального творчества.

## Движущие силы музыкального образования
Движущие силы музыкального образования — это совокупность мотиваций и диалектических противоречий, взаимодействие которых обеспечивает качество и эффективность музыкального обучения и воспитания.
Первая группа движущих сил — мотивации — это совокупность мотивов и стимулов, которые побуждают личность к определённой деятельности. Мотивы могут быть материальные, социальные и морально-психологические. К первым можно отнести стремление человека приобрести какие-то материальные блага, которые может дать ему музыкальное образование. Ко вторым — стремление стать музыкально образованным человеком, иметь престижную профессию. К третьим — получение морального удовлетворения от музыкального обучения и профессиональной музыкально-эстетической деятельности.
Вторая группа движущих сил — диалектические противоречия — это, в первую очередь, противоречия между имеющимися и желаемыми музыкальными знаниями, умениями и навыками, постоянное преодоление которых обеспечивает эффективность музыкального обучения и воспитания. В логике организации учебно-воспитательного процесса эти противоречия возникают между пониманием и непониманием, знаниями и незнаниями, умениями и неумениями и т. п. Постепенное овладение следующим уровнем знаний, умений и навыков содержания музыкального обучения и воспитания создаёт перспективу движущей силы улучшения и повышения эффективности музыкального образования в целом.

## Программа подготовки по специальности «Музыкальная педагогика»
Музыкальная педагогика представляет собой учебную дисциплину, которую изучают в учебных заведениях музыкально-педагогического профиля и которая занимается содержанием, формами организации, а также методиками музыкального обучения и воспитания подрастающего поколения.
Современная программа подготовки по специальности «Музыкальная педагогика» (бакалавриат) включает в себя следующие дисциплины:
Общие гуманитарные и социально-экономические дисциплины
Философия, Социология, Экономика, Культурология, Родной язык и культура речи, Иностранный язык, Политология, Логика, Этика и др.
Общие математические и естественно-научные дисциплины
Математика и информатика, Концепции современного естествознания, Информационные и коммуникационные технологии в образовании, Экология и др.
Общепрофессиональные дисциплины
Психология, Педагогика, История искусств, Основы научно-исследовательской работы, Музыкальная психология, Психология управления, Конфликтология, Имиджелогия, Менеждмент музыкальных проектов, Продюсирование музыкального театра, Современная музыкальная индустрия, Джазовая гармония и импровизация и др.
Дисциплины профильной подготовки (в связи с выбранным профилем)
Основной музыкальный инструмент, Вокал, Сольфеджио, Гармония, Полифония, История музыки, Менеджмент в музыкальной деятельности, Интегративные и маркетинговые коммуникации в музыкальном искусстве и образовании,
Основы драматургии
и режиссёрского анализа, Актёрское мастерство,
Основы композиции и компьютерной аранжировки, Техника студийной звукозаписи,
Компьютерная графика, Звукорежиссура и др.

## Системы и методики обучения

### Методическая системаЭмиля Жак-Далькроза(1865—1950)
В основе музыкального обучения лежит принцип триединства музыки, слова и движения как средства формирования личности. Базисной для этой является метод эвритмики (связь музыки с движением), что даёт возможность выполнить основное задание — научить детей двигаться в характере музыки, соответственно её темпу, динамическим и метро-ритмическим особенностям. Другими составляющими системы Жак-Далькроза являются сольфеджио и импровизация, которые реализовывались на более высоком уровне музыкального обучения.

### Методическая системаМарии Монтессори(1870—1952)
Массовое дошкольное музыкальное воспитание, базирующееся на сензитивних (сенситивных) периодах развития ребёнка. Процесс музыкального воспитания дошкольника разделяется на три этапа:
- развитие внимания к звукам, которые окружают ребёнка;
- выявление и закрепление метро-ритмического восприятия музыки;
- формирование мелодического и гармонического слуха.

### Методическая системаКарла Орфа(1895—1952)
Изложена в известном методическом пособии «Шульверк» (нем. Schulwerk; от schulen — учить + werken — действовать). В основе этой системы заложен принцип элементарного музицирования с использованием разных видов музыкально-сценической деятельности. Сконструированный К.Орфом специальный инструментарий, который использовался на уроках музыки, стал основным методическим средством реализации его музыкально-педагогической системы.

### Методическая системаЗолтана Кодаи(1882—1967)
Заключается в применении хорового пения как главного вида деятельности в музыкальном воспитании. «Метод Кодаи» предусматривает развитие чувства строя, ладового мышления с помощью разных упражнений развития звуковысотного восприятия. Для этого в его системе широко предлагается использование относительной (ладовой) сольмизации.

### Методическая системаБориса Тричкова[болг.](1881—1944)
«Лесенка» (болг. Стълбицата), в основе которой лежит концепция «сознательного нотного пения»: достижение музыкальной координации между слухом и голосом, развитие тонального чувства, чувства ритма, любви к музыке и желания петь.

### Методическая системаДмитрия Кабалевского(1904—1987)
Основана в 1970-х годах в бывшем СССР и воплощена в учебную программу «Музыка» для общеобразовательных школ бывшего Советского союза и некоторых социалистических стран Европы. Основная (генеральная) тема программы — «Музыка и жизнь». Занятия музыки были подчинены основным морально-эстетическим принципам, побуждающим ребёнка к чувству прекрасного. Основным методом программы является обсуждение, размышления о музыке и музыкальных явлениях. Основным видом деятельности — слушание музыки.